# Guettarda viburnoides
Guettarda viburnoides är en måreväxtart som beskrevs av Adelbert von Chamisso och Diederich Franz Leonhard von Schlechtendal. Guettarda viburnoides ingår i släktet Guettarda och familjen måreväxter. Inga underarter finns listade i Catalogue of Life.